# Arrenurus pseudosuperior
Arrenurus pseudosuperior är en kvalsterart som beskrevs av Cook 1954. Arrenurus pseudosuperior ingår i släktet Arrenurus och familjen Arrenuridae. Inga underarter finns listade i Catalogue of Life.